# Čakajovce
Čakajovce (hongrois : Csekej) est un village de Slovaquie situé dans la région de Nitra.

## Histoire
Première mention écrite du village en 1251.

## Démographie

### Évolution de la population
| Année:               | 1994. | 2004.   | 2014.   | 2024.   |
| -------------------- | ----- | ------- | ------- | ------- |
| Nombre de personnes: | 1088  | 1069    | 1145    | 1156    |
| Différence:          |       | -1,74 % | +7,10 % | +0,96 % |

| Année:               | 2023. | 2024. |
| -------------------- | ----- | ----- |
| Nombre de personnes: | 1156  | 1156  |
| Différence:          |       | +0 %  |